# Biserica de lemn din Vorța

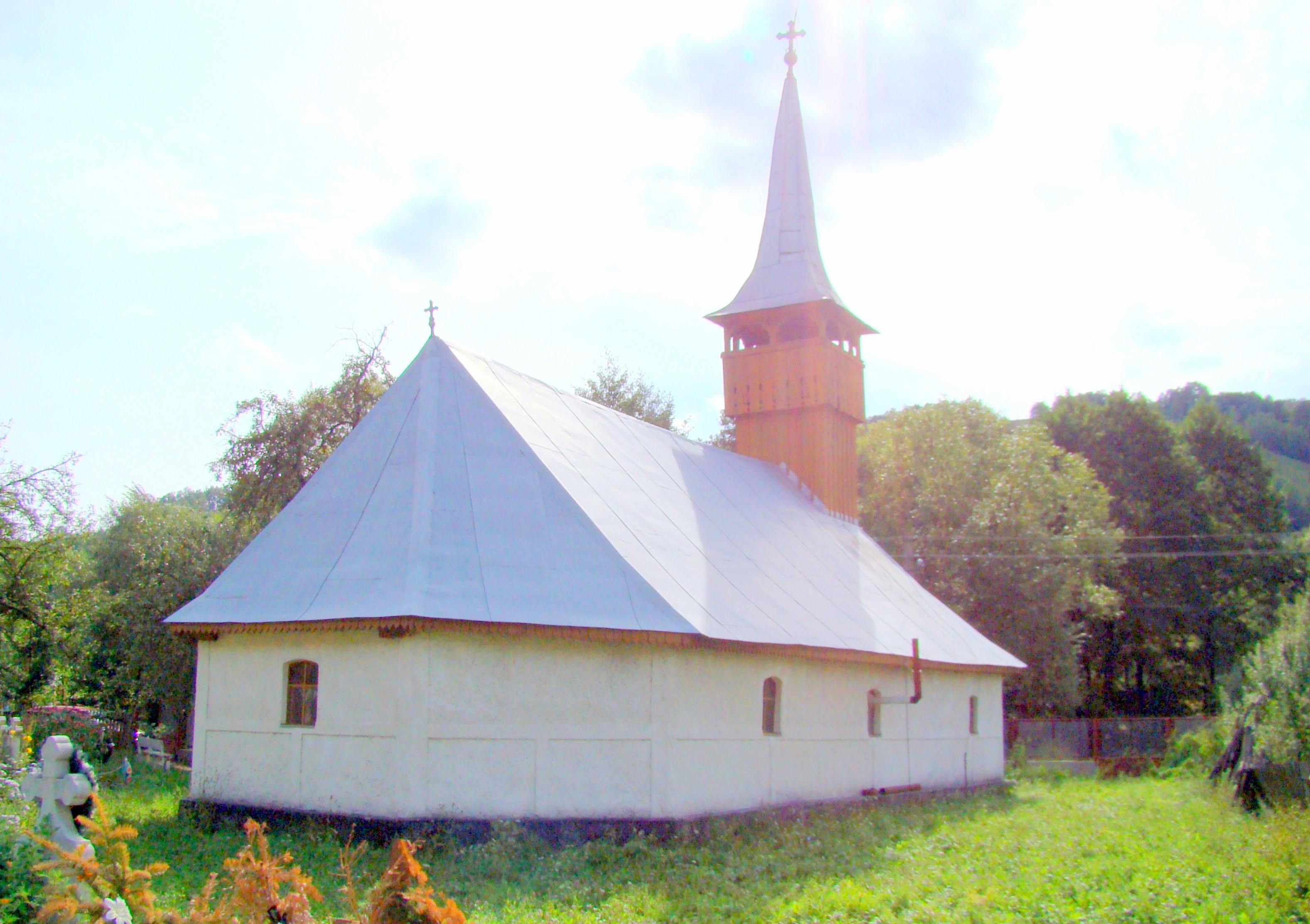
Biserica de lemn „Sfântul Ierarh Nicolae” din Vorța, comuna Vorța, județul Hunedoara, foto: septembrie 2009.

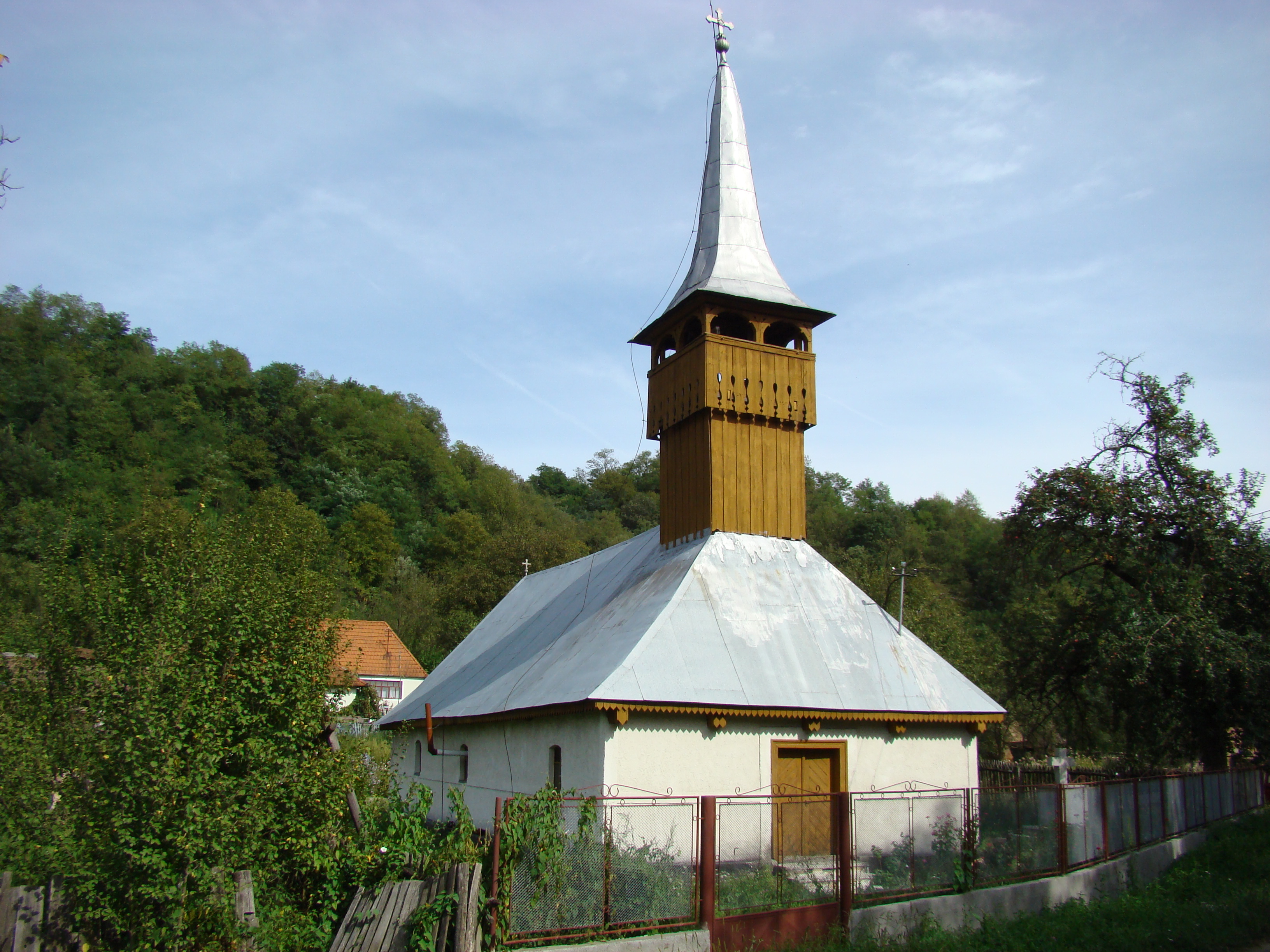
Biserica (nord-vest)

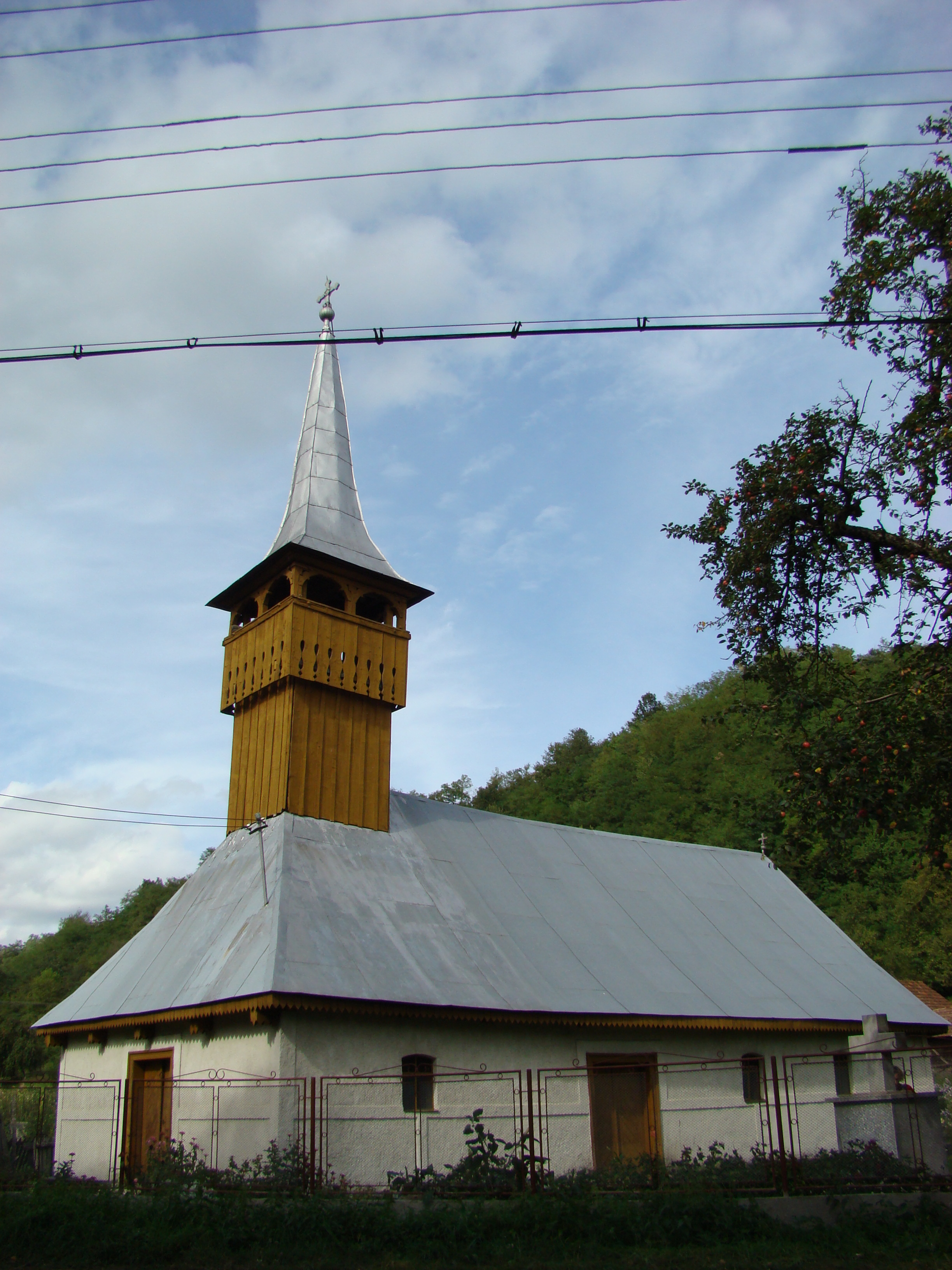
Biserica (sud-vest)

Biserica de lemn din Vorța, comuna Vorța, județul Hunedoara a fost ridicată în secolul XIX. Are hramul „Sfântul Nicolae” (6 decembrie) și nu figurează pe noua listă a monumentelor istorice.

## Istoric
Lăcașul de cult din centrul comunal Vorța, purtând hramul „Sfântului Ierarh Nicolae”, a fost ridicat, cu probabilitate, la cumpăna secolelor XVIII-XIX, în acest caz, anul 1802, înscris pe clopotul mic, transmite data finalizării construcției, în timpul păstoririi preotului Florea Popa. De plan dreptunghiular, cu absida nedecroșată, poligonală cu trei laturi, edificiul se impune privirilor prin turnul-clopotniță suplu, cu foișor în console și fleșă zveltă, elevat deasupra pronaosului. Accesul la interior se face prin două uși, amplasate pe laturile de sud si de vest. 
Dintre renovările la care a fost supus în timp lăcașul, se cunosc doar cele din anii 1929 (consolidarea bârnelor), 1975 (înlocuirea „cerimii” și turnarea unei fundații exterioare), 1992 (tencuirea interioară și exterioară a pereților) și 2001-2002 (schimbarea învelitorii din plăci de azbest cu cea actuală, de tablă). Biserica, împodobită iconografic în 1996 și apoi  de Emil Goțiu din Ilia, a fost târnosită la 22 septembrie 1929 și apoi resfințită la 14 iulie 2002.
Edificiul actual ,menționat de conscripțiile din 1805 și 1829-1831, a coexistat, timp de trei sferturi de veac, cu o altă ctitorie de lemn, amplasată în mijlocul vechiului cimitir din „Bordeie”, în partea sudică a satului; traseul vechilor fundații încă se mai distinge. Ridicată în cursul secolului XVII-lea, biserica a fost vândută obștii unite din Mintia în anul 1876, cu 400 de coroane, sumă dăruită de împăratul austriac Francisc Iosif I (1848-1916); conscrisă în tabelele recensămintelor eclezastice din 1733, 1750 și 1761-1762 în dreptul localității ,,Varcza’’, a fost dărâmată în jurul anului 1939. Pe harta iosefină a Transilvaniei (1769-1773) nu figurează nici un lăcaș de închinare.

## Imagini

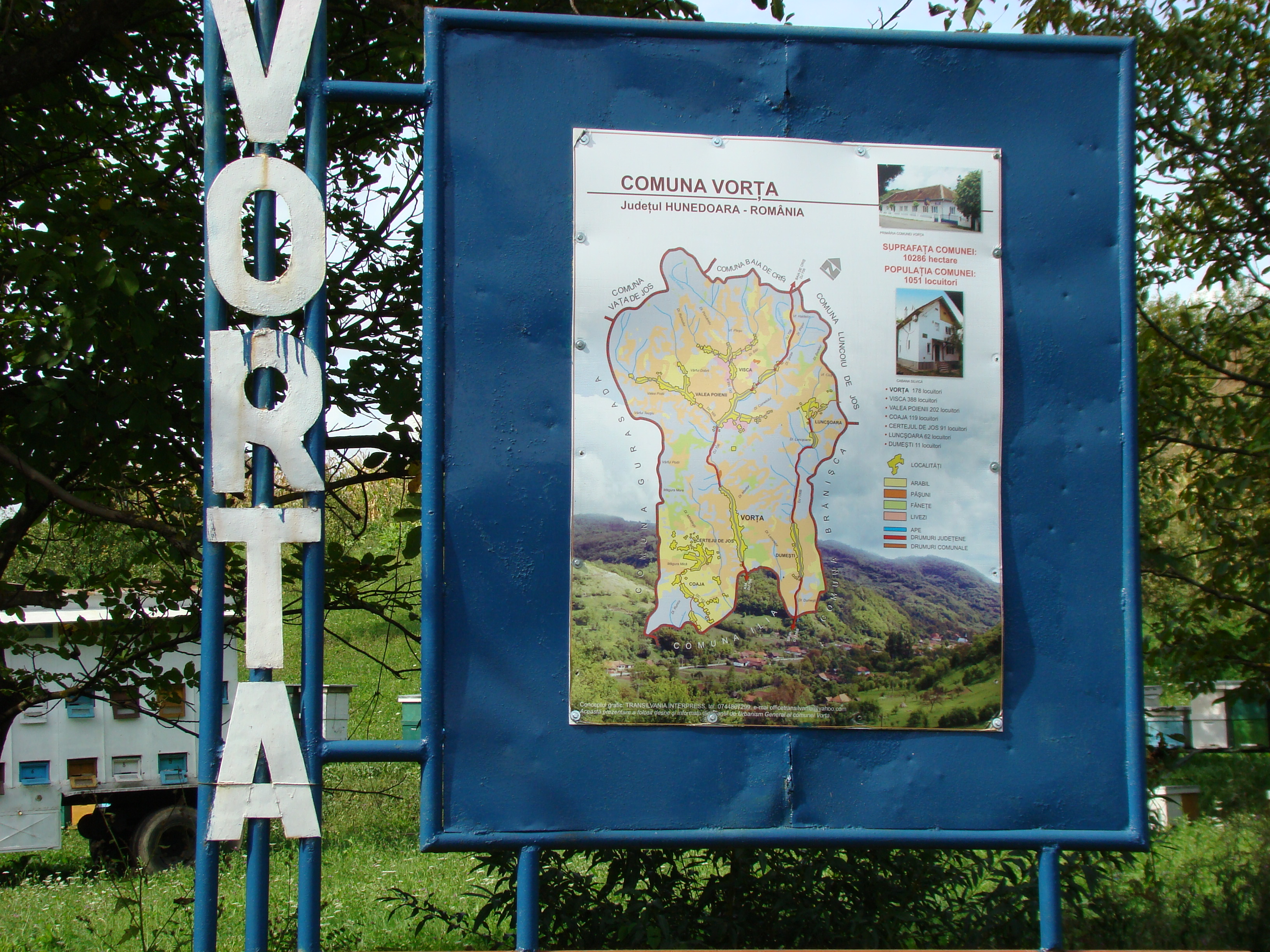
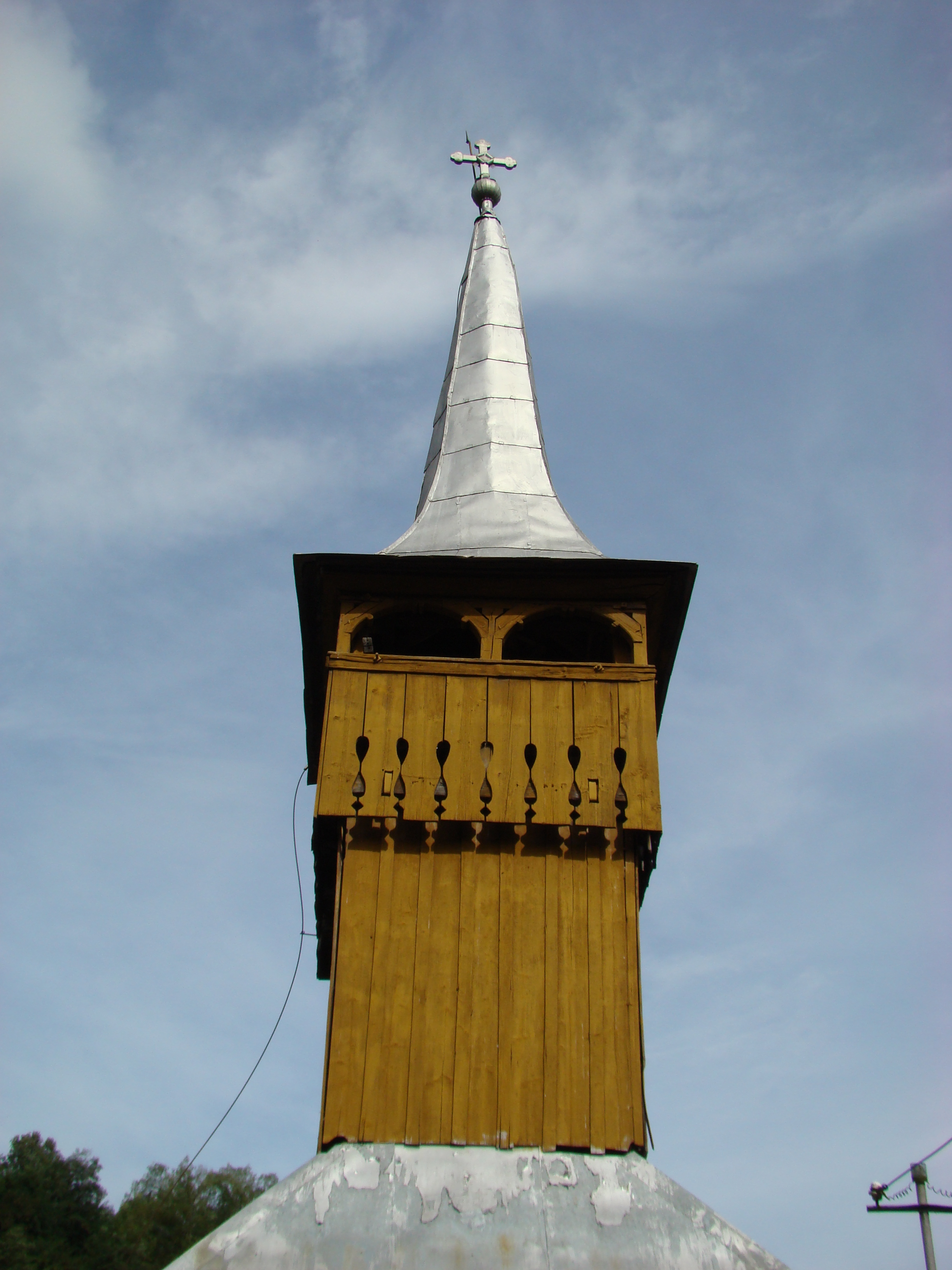
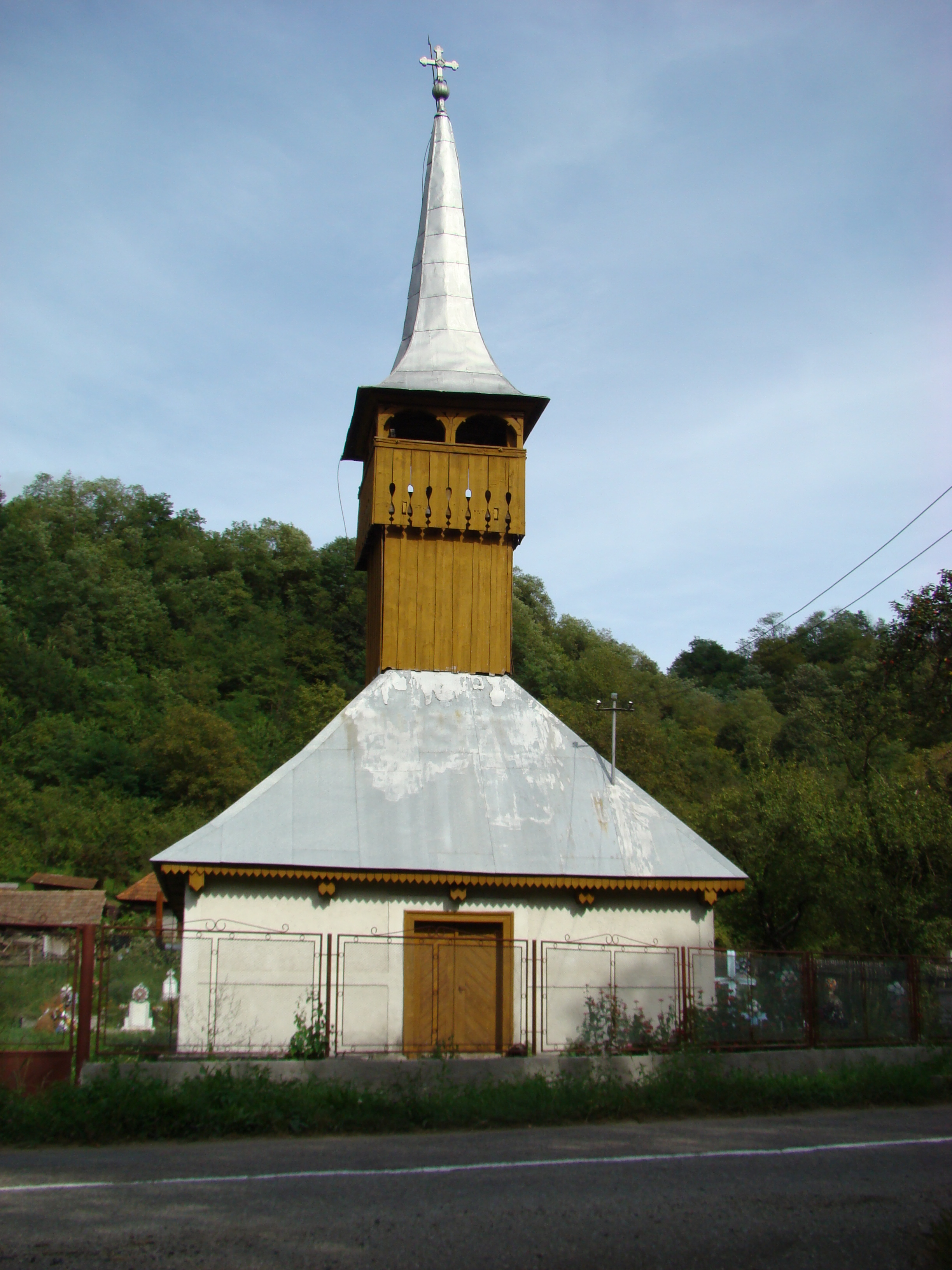
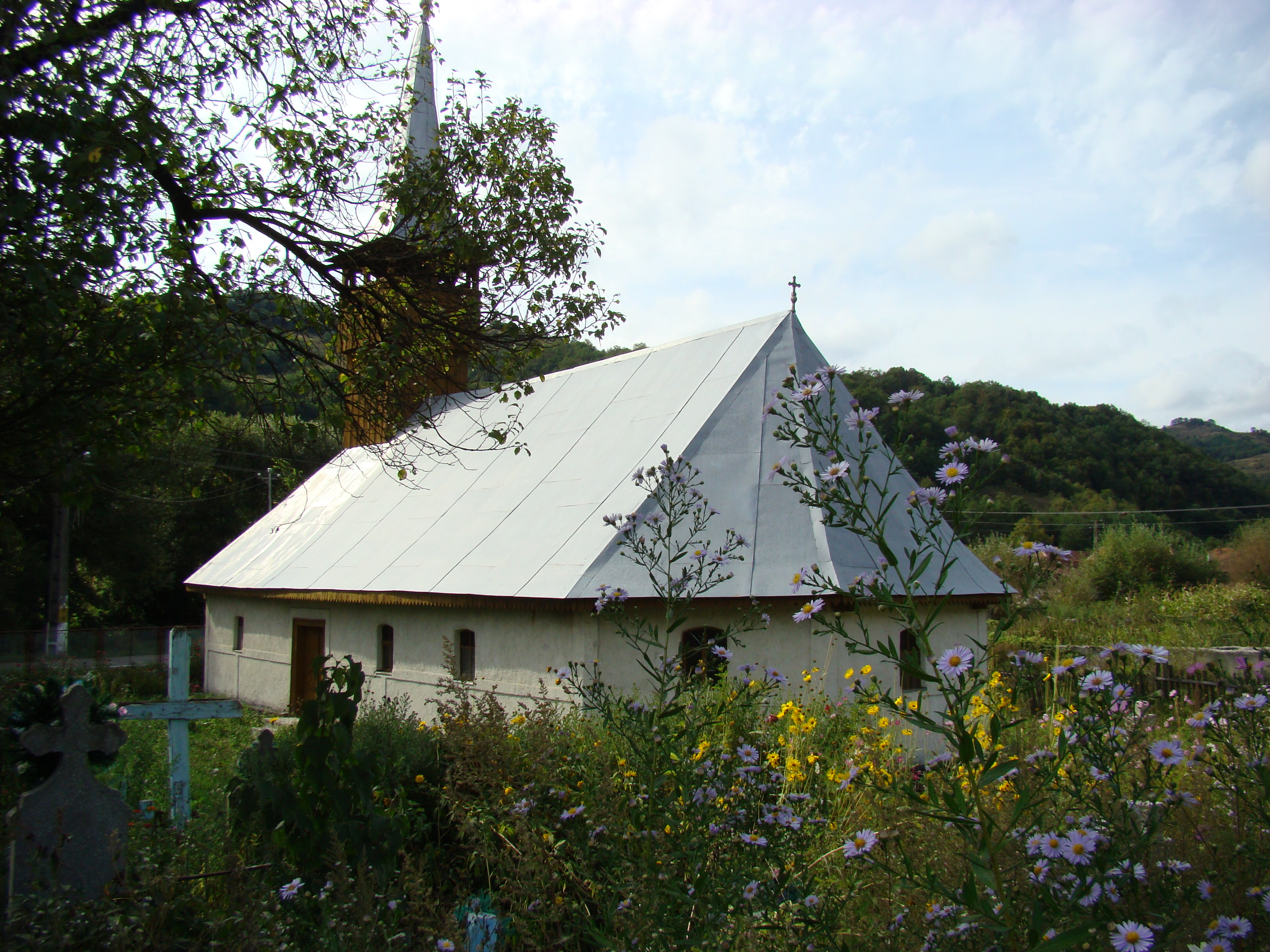
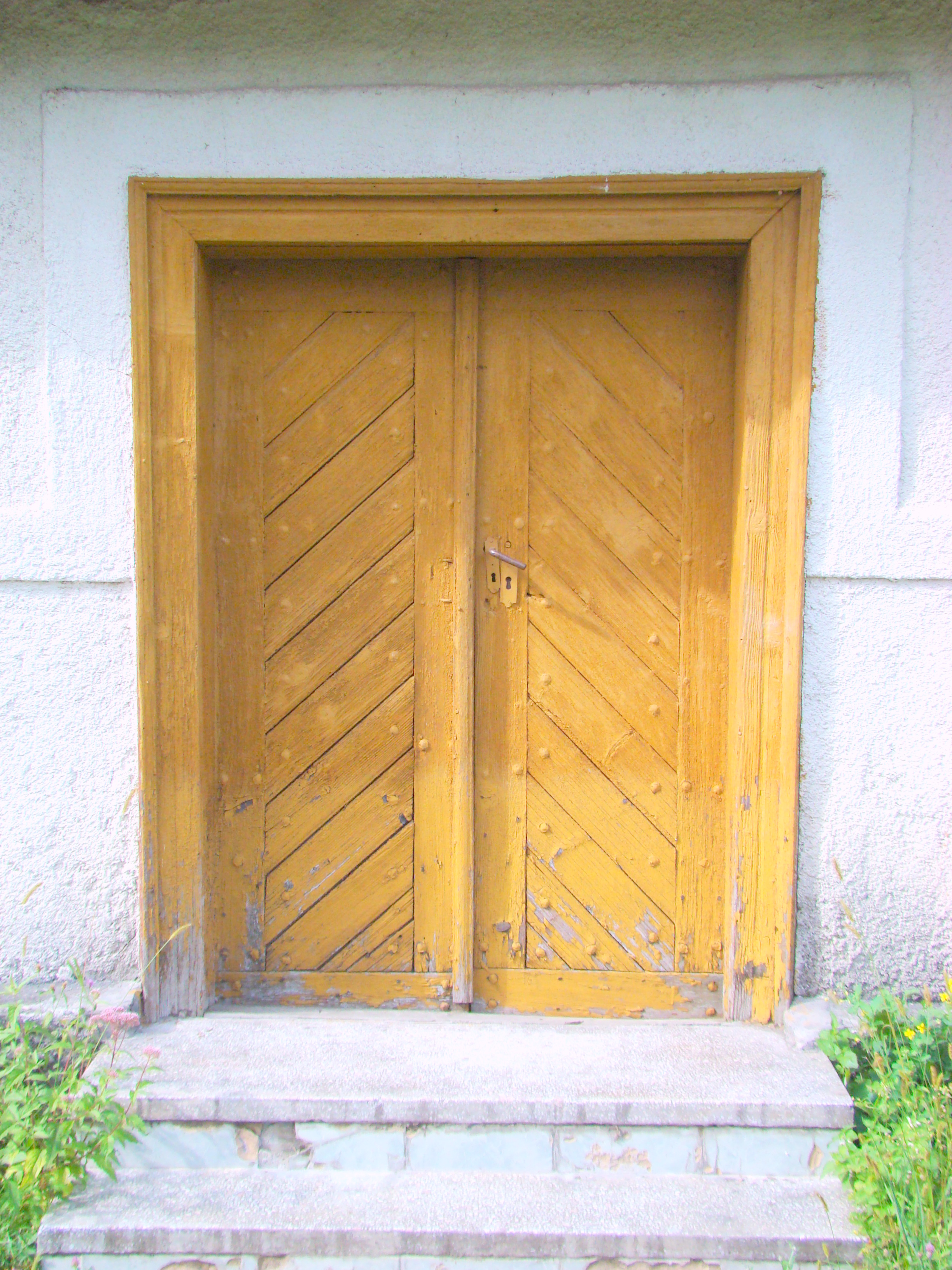
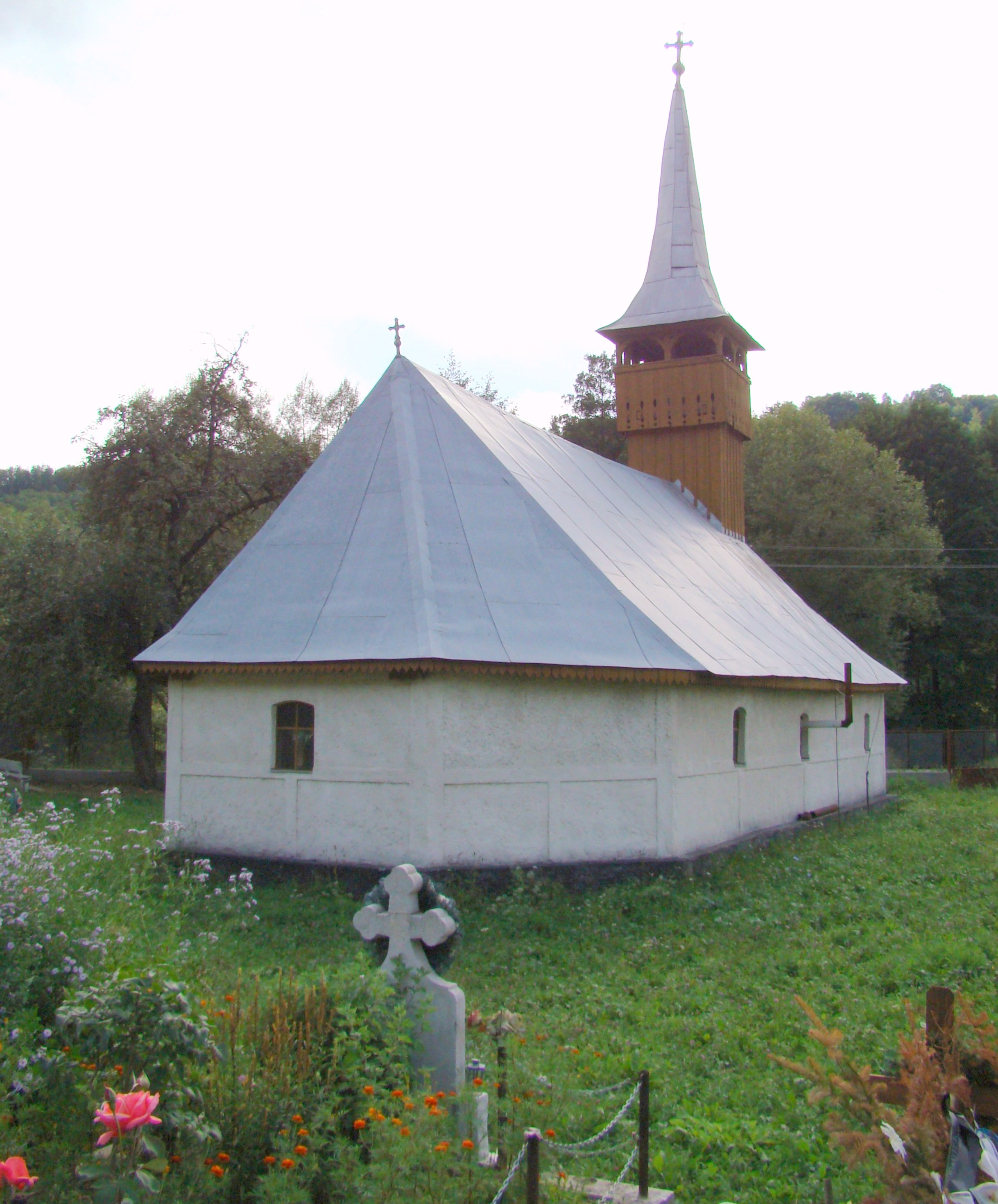
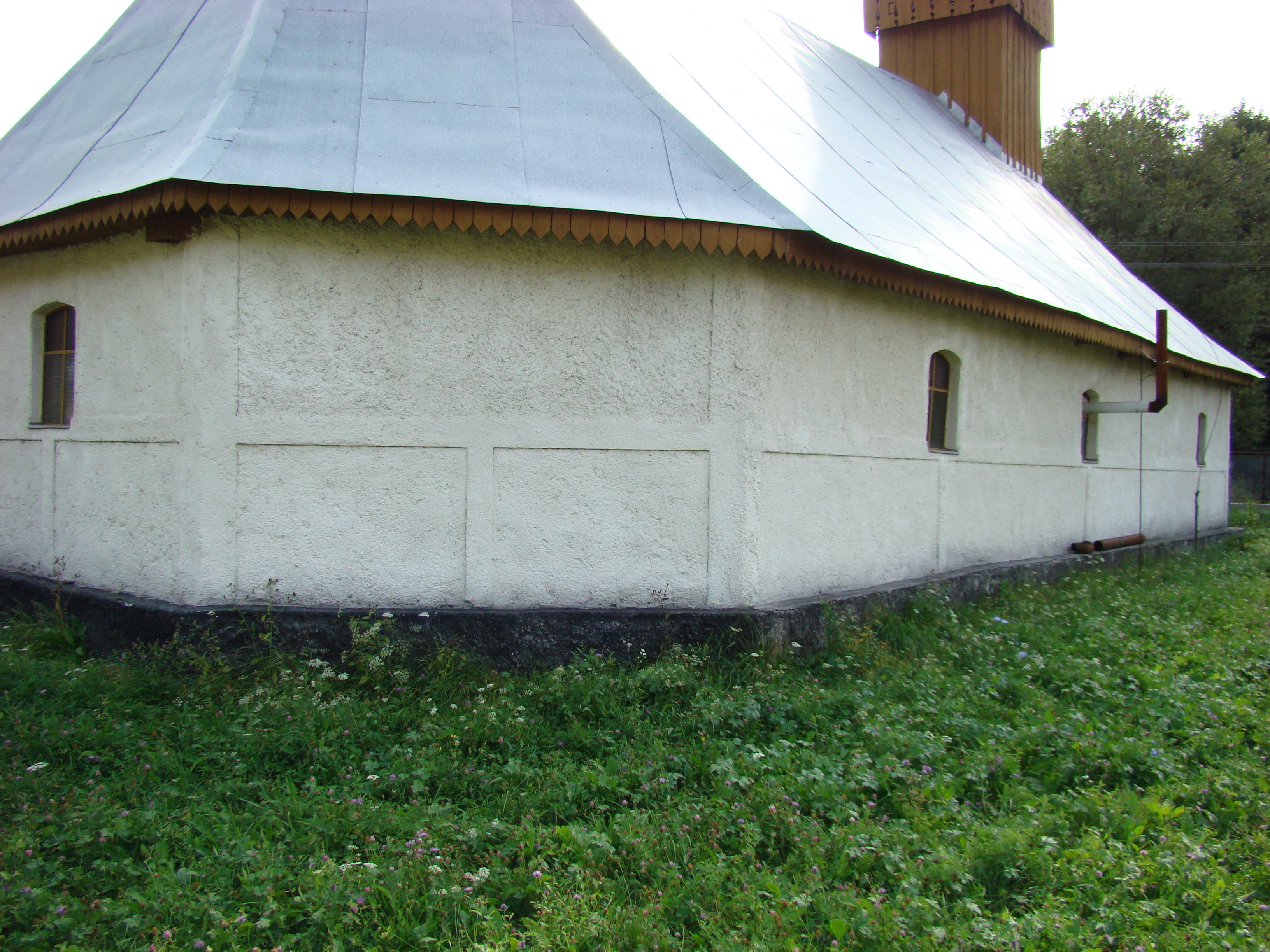
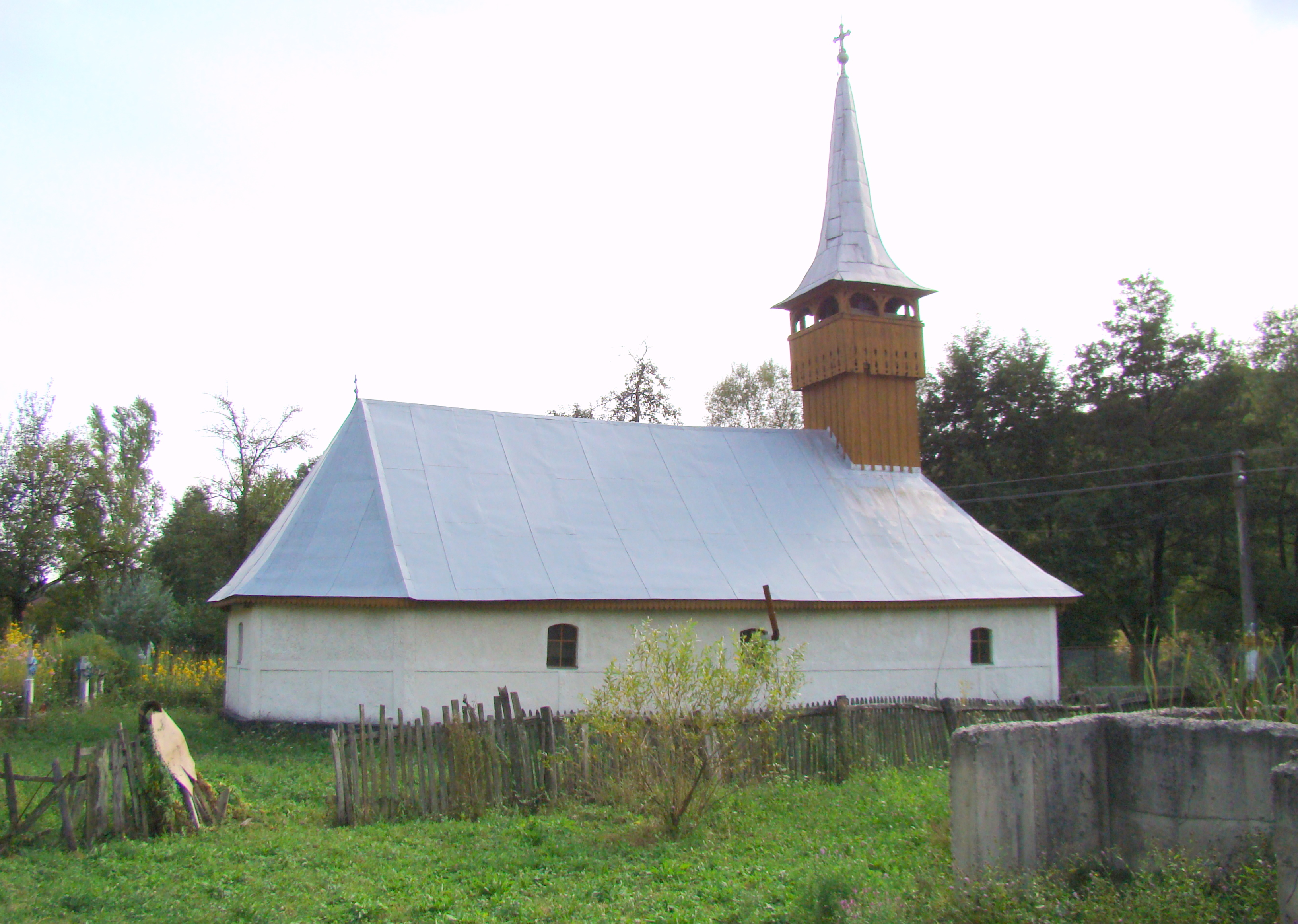
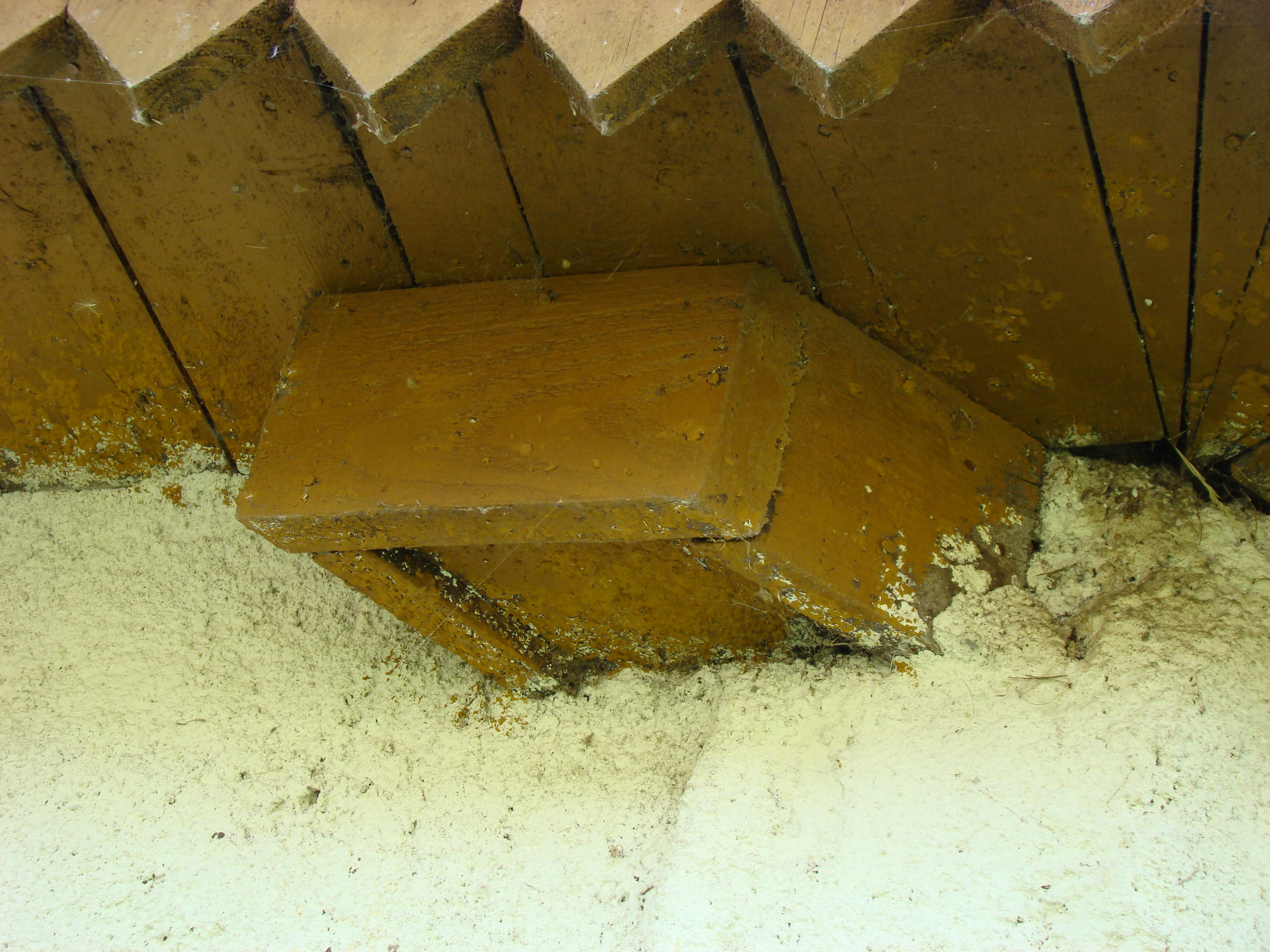
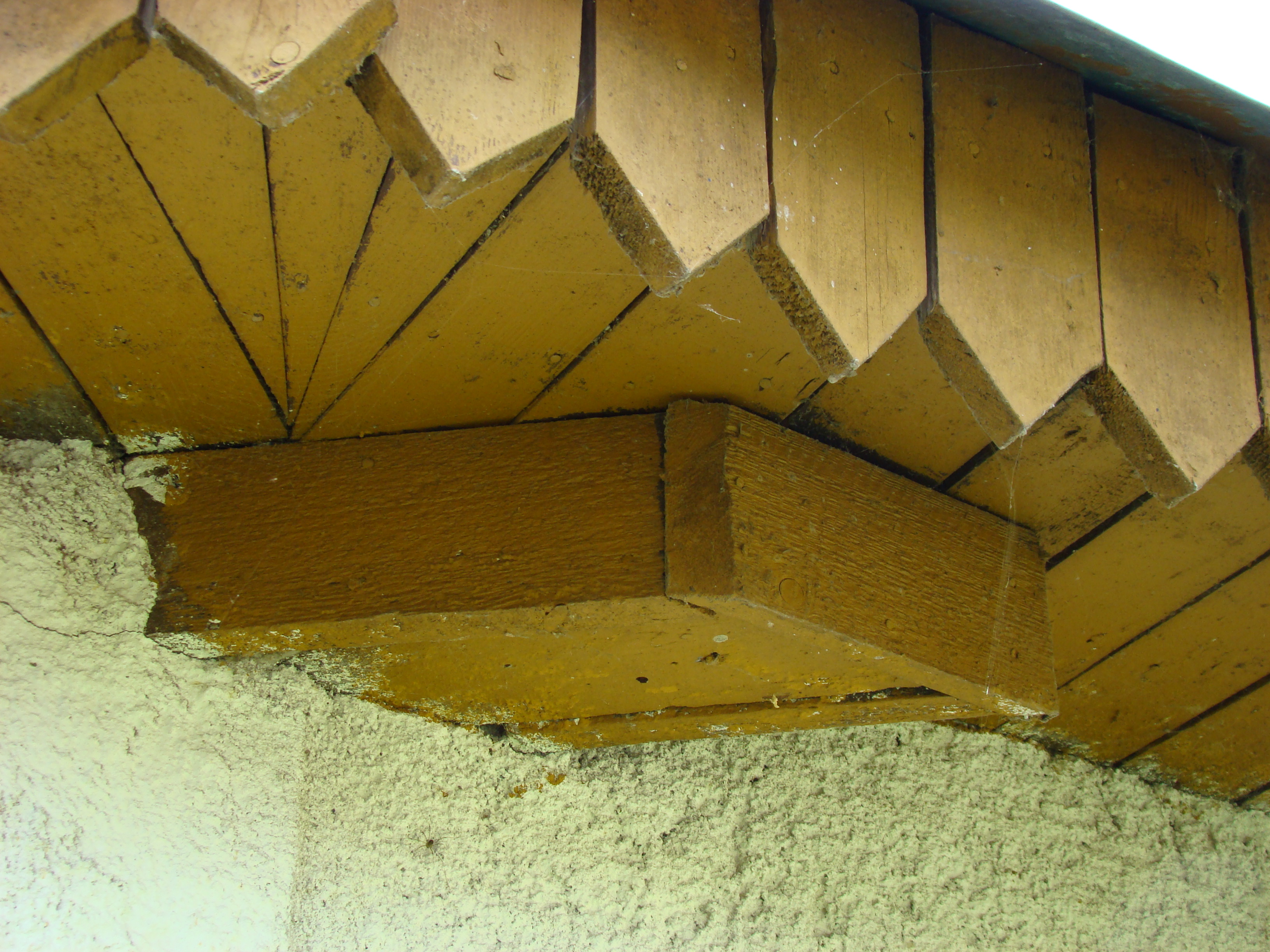
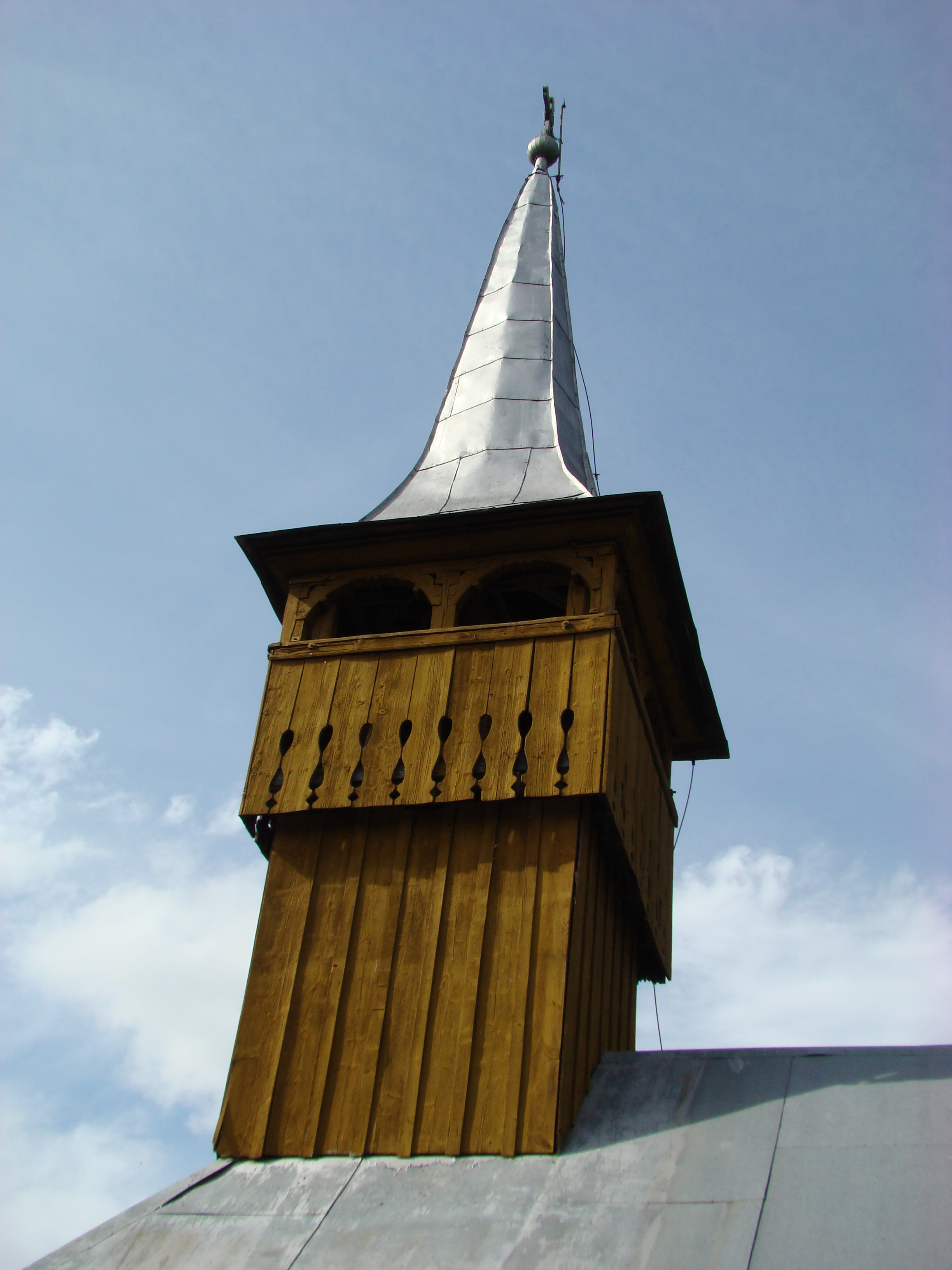
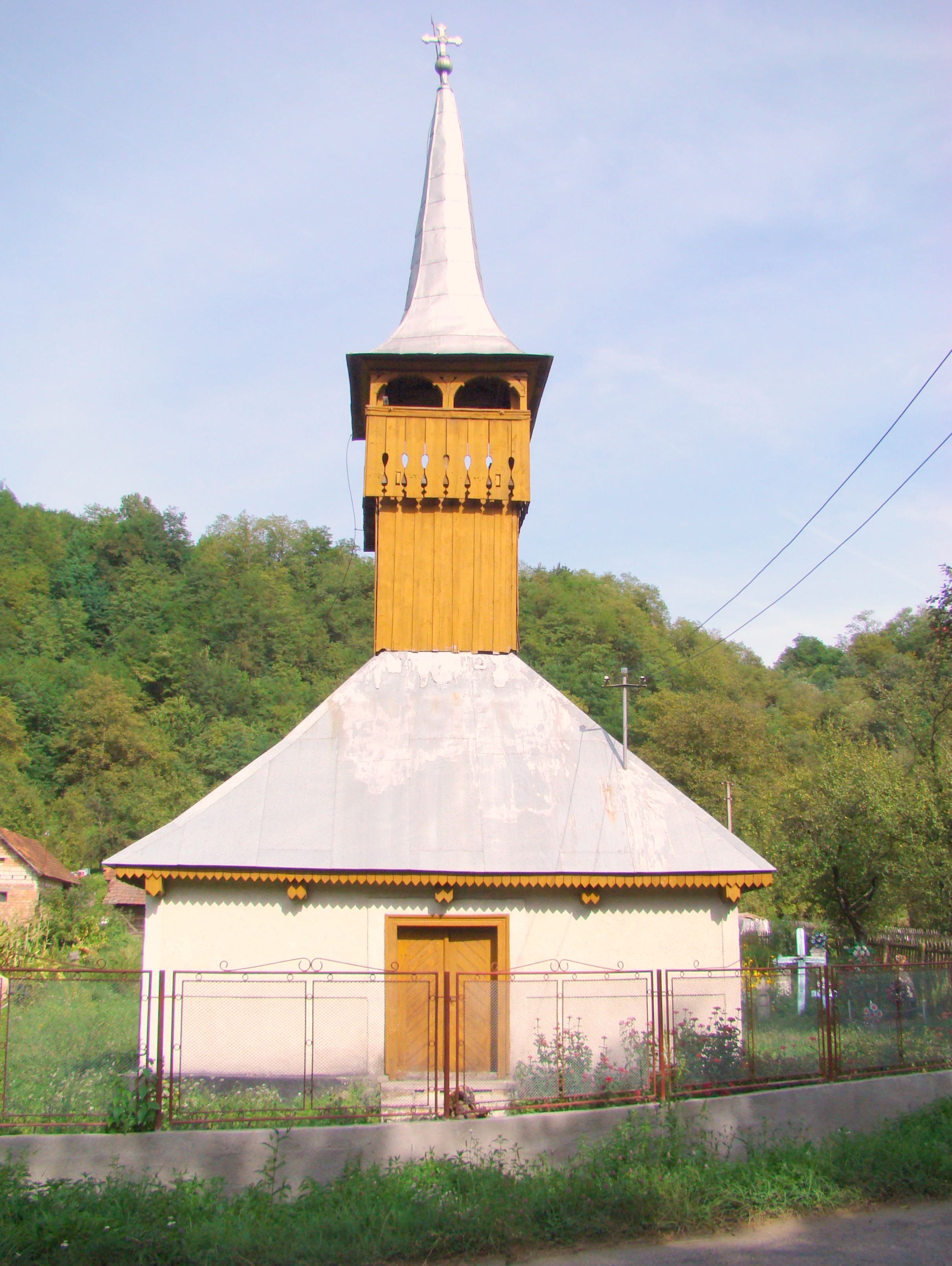